# Eumenes simplicilamellatus
Eumenes simplicilamellatus är en stekelart som beskrevs av Giordani Soika 1934. Eumenes simplicilamellatus ingår i släktet krukmakargetingar, och familjen Eumenidae. Inga underarter finns listade i Catalogue of Life.